# Jürg Altwegg (Politiker)
Jürg Altwegg (* 1970) ist ein schweizerischer Politiker (Grüne) aus Winterthur.
Nach einer Lehre als Radio-TV-Elektriker nahm Altwegg ein Studium am Technikum Winterthur (TWI) (heute: Zürcher Hochschule für Angewandte Wissenschaften) auf, das er als diplomierter Elektroingenieur (dipl. El. Ing. HTL) abschloss. Beruflich ist Altwegg Projektleiter bei der Winterthurer Wohnbaugenossenschaft Gesewo. Unter anderem leitete er deren Bauvorhaben Mehrgenerationenhaus Giesserei Winterthur in Neuhegi.
2002 trat er der Grünen Partei der Schweiz bei. Ab 2007 bis 2017 gehörte er – anfangs als Nachrücker – dem Gemeinderat von Winterthur an. Er war von 2007 bis zum Frühjahr 2014 Mitglied der «Sachkommission Bau und Betriebe», danach war er Präsident der «Sachkommission Soziales und Sicherheit». Ebenfalls bis Frühjahr 2014 wirkte er als Fraktionspräsident der Grünen im Gemeinderat.
Am 17. November 2014 übernahm er – für die zurückgetretene Lilith Hübscher – den Sitz in der Fraktion Grüne im Kantonsrat Zürich für den Wahlkreis XIV Winterthur Stadt, konnte den Sitz jedoch bei den Neuwahlen nicht halten, da die Grünen im Wahlkreis Winterthur-Stadt einen Sitz an die Alternative Liste verloren.
Er kandidierte im Frühjahr 2017 als Ersatz für seinen zurücktretenden Parteikollegen Martin Gfeller für den Winterthurer Stadtrat. Nach seiner Wahl am 2. April 2017 übernahm er das Department Schule und Sport. Er wurde 2018 mit der zweithöchsten Stimmenzahl in das siebenköpfige Exekutivgremium wiedergewählt.